# För min heta ungdoms skull
För min heta ungdoms skull är en svensk dramafilm från 1952 i regi av Arne Mattsson.

## Handling
En småstad med ett läroverk. Där går Ingrid och Torben, som är djupt förälskade i varandra, men särskilt Ninnis mor ogillar deras förhållande och när Ingrid blir gravid kan de inte träffas mer. När Torben rycker in, skickar Ninnis föräldrar henne till en lantgård i Danmark, där hon får föda sitt barn.

## Om filmen
För min heta ungdoms skull är en strof ur dikten Dina ögon äro eldar av Erik Axel Karlfeldt. Som förlaga till filmen har man författaren Majken Cullborgs roman För min heta ungdoms skull från 1953. Den publicerades först som följetong i Vecko-Revyn vintern 1952–1953. Filmen premiärvisades på biografen Grand i Stockholm den 17 december 1952. Filmen har visats i SVT vid flera tillfällen, bland annat 1995, 1999, 2005, 2008 och 2009.

## Rollista (urval)
- Maj-Britt Nilsson – Ninni Arvidsson, student
- Folke Sundquist – Torben Altman, student
- Aino Taube – Greta Arvidsson, Ninnis mor
- Georg Rydeberg – Karl Arvidsson, adjunkt i latin, Ninnis far
- Nils Hallberg – Kuno Andersson, Torbens vän
- Ulla-Bella Fridh – Maj, studentska, Kunos flickvän
- Ester Roeck Hansen – Berit Altman, Torbens mor
- Erik "Bullen" Berglund – Konsul Altman, Torbens far
- Ib Schønberg – Madsen, dansk spannmålshandlare
- Naima Wifstrand – Vendela Påhlman, lärarinna
- Margareta Fahlén – Elaine, Torbens fästmö
- Ragnvi Lindbladh – Marianne, Torbens syster
- Wiktor Kulörten Andersson – skolvaktmästare
- Hanny Schedin – Majs mor
- Birgitta Olzon – Majs studentkamrat
- Axel Högel – tågkonduktör
- Mats Björne – Jens, fänrik, Mariannes man
- Lars Egge – doktor Knut Hegel
- Erik Hell – den blinde tunnelgatsmusikanten
- Olav Riégo – rektor i läroverket
- John Melin – cigarrökande tågpassagerare
- Gabriel Rosén – löjtnant vid kavalleriet, Torbens utbildningschef
- Birger Åsander – gatuarbetare
- Sten Mattsson – livryttare Berg
- John Norrman – violförsäljaren
- Olle Johansson – Torbens studentkamrat
- Ebba Adrian – student[2]

## Musik i filmen
- Dina ögon äro eldar, kompositör Nils B. Söderström, text Erik Axel Karlfeldt, instrumental, framförs uppläst av Naima Wifstrand
- It's Been a Long, Long Time, kompositör Jule Styne, text Sammy Cahn, sång på engelska av Folke Sundquist
- Die Seeräuber-Jenny. ur Die Dreigroschenoper (Sjörövar-Jennys sång ur Tolvskillingsoperan), kompositör Kurt Weill, tysk text Bertolt Brecht, svensk text 1929 Curt Berg, sång på tyska av Lotte Lenya
- Sjungom studentens lyckliga dag (studentsång), kompositör Prins Gustaf, text Herman Sätherberg
- Lili Marleen, kompositör Norbert Schultze, tysk text 1914 Hans Leip, svensk text 1942 Gunilla, instrumental
- Lili Marleen ersattes våren 1953 i samtliga filmkopior av Kungliga Livgardets till häst marsch
- Kungliga Livgardets till häst marsch, kompositör Aron Ericson, instrumental
- Wien bleibt Wien, kompositör Johann Schrammel, instrumental
- Johan på Snippen (Bonnjazz), kompositör Gaston René Wahlberg, text Skånska Lasse, framförs av Ulla-Bella Fridh med ny text av Rune Lindström[3]